# Li Lolghi

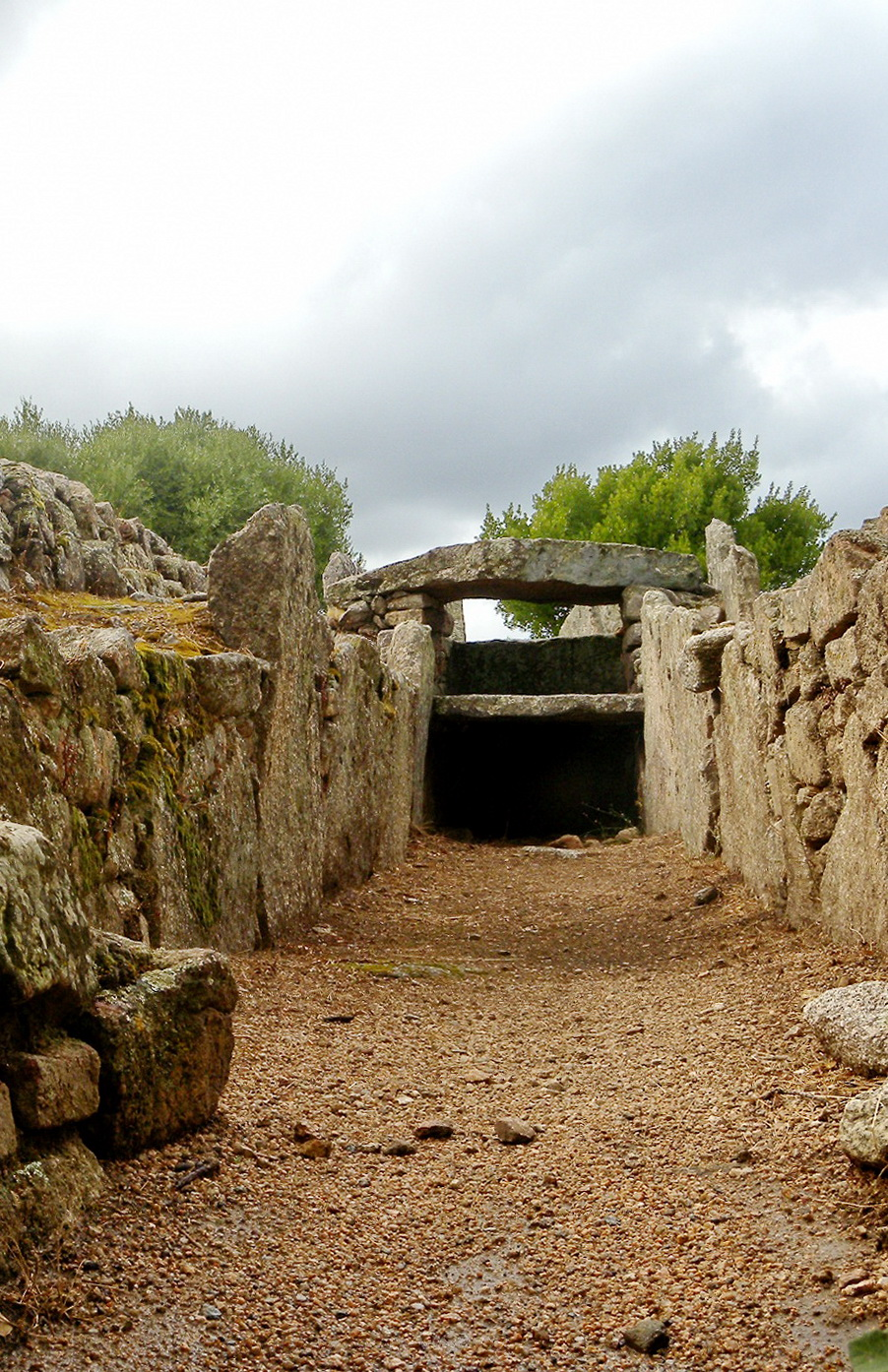
Blick in Richtung Kammerende

Das Gigantengrab Li Lolghi liegt bei Arzachena in der Provinz Nord-Est Sardegna auf Sardinien. Es erhebt sich auf einer bescheidenen Erhöhung, die eine von Granitfelsen begrenzte Ebene beherrscht. Vermutlich gehört das Gigantengrab zu einer Siedlung, die sich etwa 1,5 Kilometer entfernt bei der ehemaligen Nuraghe Lu Naracu befand. 
Die in Sardu „Tumbas de los zigantes“ und (italienisch Tombe dei Giganti –  plur.) genannten Bauten sind die größten pränuraghischen Kultanlagen Sardiniens und zählen europaweit zu den spätesten Megalithanlagen. Die 321 bekannten Gigantengräber sind Monumente der bronzezeitlichen Bonnanaro-Kultur (2.200–1.600 v. Chr.), die Vorläuferkultur der Nuraghenkultur ist.

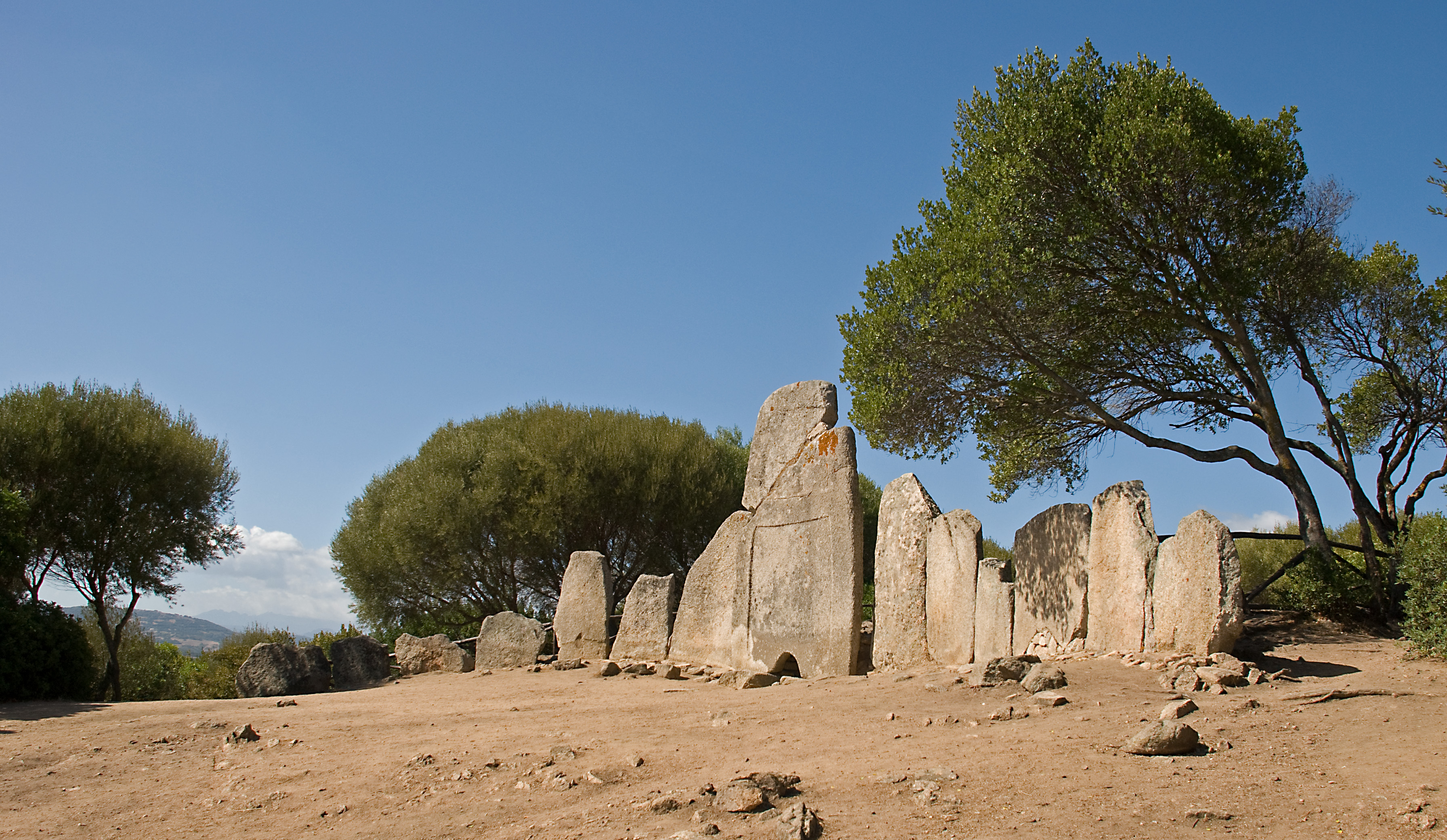
Li Lolghi

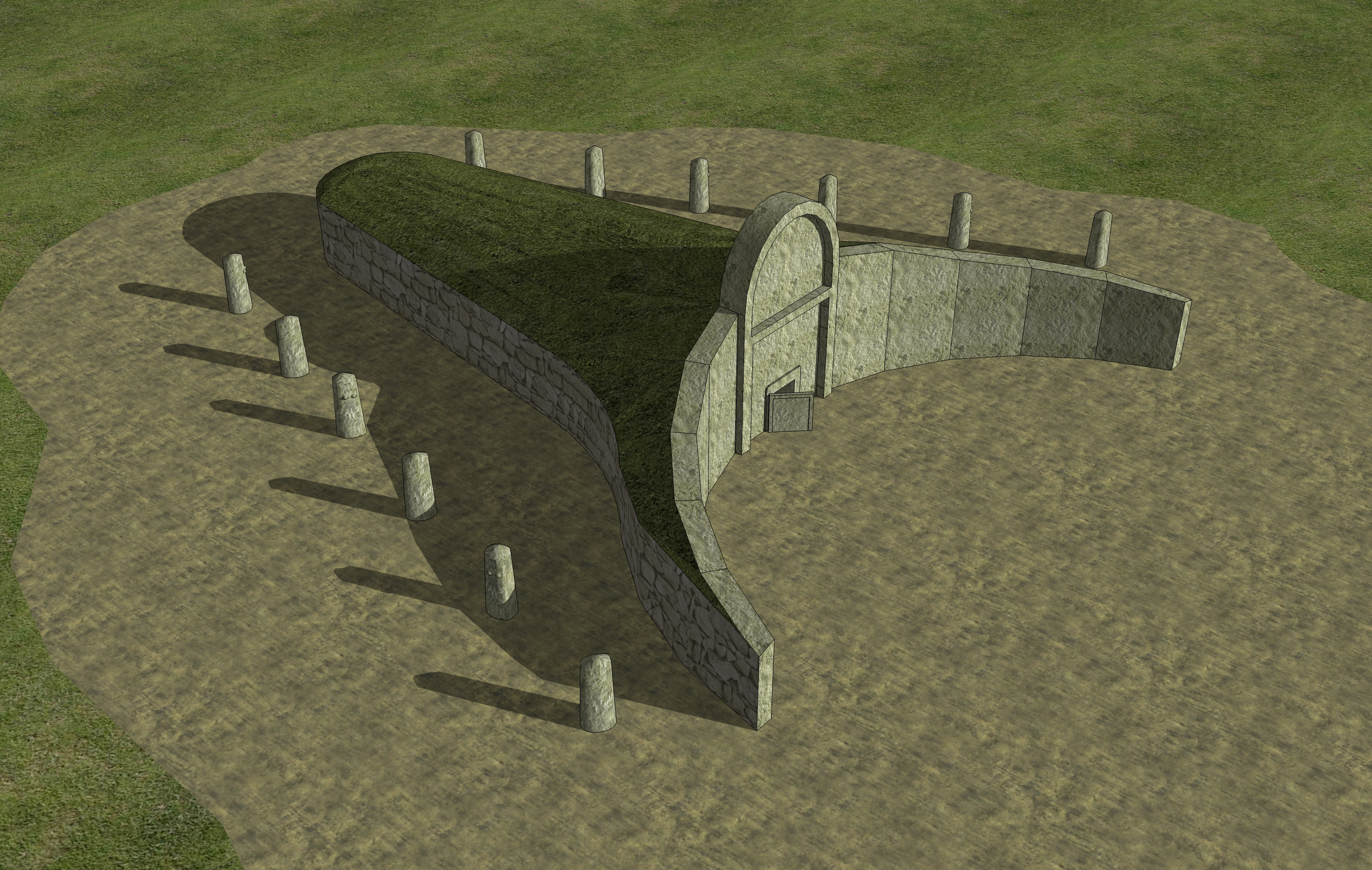
Modell mit Portalstelen-Exedra

## Typenfolge
Baulich treten Gigantengräber in zwei Varianten auf. Die Anlagen mit Portalstelen und Exedra gehören zum älteren Typ. Bei späteren Anlagen besteht die Exedra statt aus monolithischen Stelen, aus einer in der Mitte deutlich erhöhten Quaderfassade aus bearbeiteten und geschichteten Steinblöcken. Das Gigantengrab Li Lolghi ist eine Anlage des älteren Typs (mit Portalstele). 

## Beschreibung
Die Exedra des Monumentes hat vierzehn große hochkant gestellte Steinplatten, die zu den Seiten hin an Größe abnehmen. Sie begrenzen einen halbkreisförmigen Vorplatz. In der Mitte der Exedra prangt eine monumentale einteilige (zerbrochene) architektonische Front, deren Stele, die mit einem Basrelief dekoriert ist, das die Flächen in den Unterteil und die Lünette unterteilt. Es macht den Eindruck eines imposanten phallischen Portals. 
Das Denkmal ist das Ergebnis zweier Konstruktionsphasen. In der ersten, die in die frühe Bronzezeit zurückgeht (1800–1600 v. Chr.), wurde der hintere Teil der Anlage in Form einer Galerie gebaut. Es handelt sich um eine etwa fünf Meter lange rechteckige Kammer, die mit Steinplatten bedeckt war. Eine ellipsenförmige äußere Begrenzung diente dazu, die Erde eines deckenden Hügels zu fassen. Gegen Ende der Mittleren Bronzezeit (um 1400 v. Chr.) fügte man einen korridorförmigen Anbau der Kammer und die Exedra hinzu. Dies geschah auch beim nahe gelegenen Gigantengrab von Coddu Vecchiu. Die Verlängerung besteht aus Steinplatten, die im Boden verankert sind und durch Trockenmauerwerk verbunden wurden. Am hinteren Ende dieser Verlängerung bildete eine Steinplatte eine Art Ädikula, die Grabbeigaben enthielt. An dieser Stelle befindet sich heute auch die einzige noch existierende Deckenplatte. Während des Umbaus wurde auch der enorm lange Tumulus aus Erde und Steinen geschaffen, der in der Höhe aber nur die Seitenwände der Galerie bedeckte und den oberen Teil frei ließ. Der Tumulus bezog den Vorläuferbau ein und ging weit über dessen Ende hinaus.  
Die Beigaben, die im ältesten Teil gefunden wurden, stammen aus der Frühen Bronzezeit und bestanden aus Fußvasen und kegelstumpfartigen Trinkschalen, während das im Korridor und an der Exedra gefundene Material aus der Zeit zwischen 1400 und 1100 v. Chr. stammt.